# Kim Director
Kim Director (Pittsburgh, 13 novembre 1974) è un'attrice statunitense.

## Biografia
La carriera di attrice di Kim inizia nel 1998 quando ottiene un ruolo di comparsa in He Got Game di Spike Lee. Nei due anni successivi compare per qualche secondo in S.O.S. Summer of Sam - Panico a New York e Bamboozled sempre di Lee. Nello stesso anno, 2000, è protagonista nel seguito di The Blair Witch Project - Il mistero della strega di Blair (Il libro segreto delle streghe - Blair Witch 2). Dopo due anni lontana dal grande schermo Kim continua a recitare in film minori a basso costo mai distribuiti in Italia e fa un'altra comparsata in un altro film di Lee, Lei mi odia. Nel 2006 la sua carriera subisce però una svolta dopo aver ottenuto una parte abbastanza importante in Inside Man, nel quale interpreta uno dei rapinatori della banca (Stevie). Ha recitato al Kennedy Center nel musical di Stephen Sondheim Company.

## Filmografia

### Cinema
- He Got Game, regia di Spike Lee (1998)
- S.O.S. Summer of Sam - Panico a New York (Summer of Sam), regia di Spike Lee (1999)
- Bamboozled, regia di Spike Lee (2000)
- Il libro segreto delle streghe - Blair Witch 2 (Book of Shadows: Blair Witch 2), regia di Joe Berlinger (2000)
- Unforeseen, regia di Edward S. Barkin (2002)
- Tony 'n' Tina's Wedding, regia di Roger Paradiso (2004)
- Lei mi odia (She Hate Me), regia di Spike Lee (2004)
- Charlie's Party, regia di Catherine Cahn (2005)
- Live Free of Die, regia di Gregg Kavet e Andy Robin (2006)
- Inside Man, regia di Spike Lee (2006)
- Life is Short, regia di Riki Lindhome e Dori Oskowitz – cortometraggio (2006)
- A Crime, regia di Manuel Pradal (2006)
- Split, regia di M. Night Shyamalan (2016)
- Amica per vendetta (Dying for the Crown), regia di Sam Irvin (2018)

### Televisione
- Law & Order - I due volti della giustizia (Law & Order) – serie TV, episodi 11x16-15x04 (2001-2004)
- Sex and the City – serie TV, episodio 6x07 (2003)
- Law & Order: Criminal Intent – serie TV, episodio 4x12 (2005)
- CSI: Miami – serie TV, episodio 4x24 (2006)
- Shark - Giustizia a tutti i costi (Shark) – serie TV, episodio 1x09 (2006)
- Life – serie TV, episodio 2x01 (2008)
- Cold Case - Delitti irrisolti (Cold Case) – serie TV, episodio 6x06 (2008)
- Unforgettable – serie TV, episodio 1x15 (2012)
- Orange Is the New Black – serie TV, episodio 1x09 (2013)
- The Good Wife – serie TV, episodio 5x13 (2014)
- Gotham – serie TV, episodio 1x06 (2014)
- Elementary – serie TV, episodio 5x03 (2016)
- She's Gotta Have It – serie TV, 7 episodi (2017-2019)
- The Deuce - La via del porno (The Deuce) – serie TV, 18 episodi (2017-2019)
- NOS4A2 – serie TV, episodio 2x02 (2020)

## Doppiatrici italiane
Nelle versioni in italiano delle opere in cui ha recitato, Kim Director è stata doppiata da:
- Domitilla D'Amico in Cold Case - Delitti irrisolti
- Anna Cugini in Amica per vendetta
- Daniela Calò in Inside Man
- Mattea Serpelloni in Blue Bloods